# One Million Lawyers and Other Disasters
One Million Lawyers and Other Disasters är den amerikanske trubaduren Tom Paxtons nittonde studioalbum, utgivet 1985. Albumet är producerat av Bob Gibson och gavs ut på skivbolaget Flying Fish Records.

## Låtlista
Samtliga låtar skrivna av Tom Paxton
1. "Thank You, Republic Airlines"
2. "Yuppies in the Skie"
3. "Who Will Feed the People?"
4. "Sold a Hammer to the Pentagon"
5. "Monday Morning in Paradise"
6. "One Million Lawyers"
7. "We Can Have the Olympics Over at Our House"
8. "Come and Grow Old With Me in Colorado"
9. "The Day We Lost the America's Cup"
10. "Someone's Computer"
11. "Factory Whistle's Blowing"
12. "If You Love That Politician"
13. "Don't Slay That Potato"